# Etcetera
etcetera: Literatur und weiter so ist eine österreichische Literaturzeitschrift, die von der Literarischen Gesellschaft St. Pölten (LitGes) herausgegeben wird. Die Zeitschrift erscheint vierteljährlich in einer Auflage von 1500 Exemplaren. Etcetera ist die Nachfolgezeitschrift des Limes, der ebenfalls in St. Pölten, zwischen 1985 und 1996, unter der Ägide der LitGes veröffentlicht wurde. Bis 2005 erschien die Zeitschrift unter dem Titel @cetera.
Alle Ausgaben sind Themenhefte: Nr. 39 (2009) erschien beispielsweise zum Thema „Sprung“, Nr. 40 (2010) zum Thema „Viertel“, in der Jubiläumsausgabe (Nr. 50, 2012) stellte etcetera die sich selbst zutiefst betreffende programmatische Frage „Wozu Literatur?“, in Ausgabe 52 (2013) stand der Körper im Mittelpunkt der Betrachtungen in Prosa, Lyrik, Essay, Interview und Bild. In Etcetera publizierten unter anderem Bettina Balàka, Zdenka Becker, Katharina Bendixen, Beppo Beyerl, Manfred Chobot, Martin Dragosits, Klaus Ebner, Franzobel, Petra Ganglbauer, Jan-Eike Hornauer, Gerhard Jaschke, Gerald Jatzek, Wolfgang Mayer König, Heinz Pusitz, Doron Rabinovici, Ingrid Reichel, Cornelia Travnicek, Günter Vallaster, Orla Wolf, Paul-Henri Campbell und Michael Ziegelwagner.
In der Rubrik „Litarena“ gibt etcetera außerdem regelmäßig jungen Autoren bis 27 Jahren die Möglichkeit eines Solo-Auftritts. Redaktionelle Bearbeitung und Rückkopplung ist hierbei inbegriffen.
Einen Teil der Literaturzeitschrift nehmen Rezensionen ein. Die im Heft erschienenen Buchbesprechungen sowie weitere Arbeiten zu Büchern, Theateraufführungen, Filmen und Kunstausstellungen sind auf der Website der LitGes abrufbar.